# Синдром отличника
Синдро́м отли́чника/отличницы (синдром перфекциониста) — в психологии убеждение, что идеал может и должен быть достигнут, убеждение, что несовершенный результат работы не имеет права на существование. Смежное понятие — перфекционизм, которое описывается некоторыми как «стремление убрать все „лишнее“ или сделать „неровный“ предмет „ровным“».
Синдром отличника — это следствие каких-либо определённых проблем или внутренних установок у человека. Обычно синдром начинает формироваться в детском возрасте, а потом переходит во взрослую жизнь. Человеку c синдромом отличника во взрослой жизни чрезвычайно сложно избавиться от своих проблем и внутренних установок.
Для человека с «синдромом отличника» самое главное добиться высшей оценки, восхищения, похвалы за свою работу. Признание — вот что для него важно. Человеку с синдромом отличника важно стать победителем. Он рассматривает свою работу как участие в соревнованиях.

## Общая характеристика термина
Изначально термин появился в философии, обозначая учения и идеи о существовании себя. Философы — перфекционисты: Г. Лейбниц, А. Шефтсбери, Ж. Кондорса, Э. Ренан, Х. Вольф, И. Кант. В психологии первые научные теоретические попытки исследования перфекционизма были предприняты в начале 1930-х годов К. Хорни и А. Адлером, а серьёзно изучать эту тему на западе стали только в 1980-е годы. Ещё в середине XX века К. Хорни утверждала, что перфекционизм является неотъемлемой частью «идеализированного образа». Для описания явления нужно выделить следующие положения (характеристики) перфекционизма:
- стремление к идеалу;
- повышенные требования к окружающим;
- необходимость соответствовать высшим стандартам и ожиданиям других людей;
- убеждённость, что в современном мире всё должно быть правильно устроено.

Человеку с синдромом отличника свойственно выполнение любой работы с наивысшим качеством и скрупулёзность. Неотъемлемой частью перфекционизма является сомнение в качестве произведённых работ при чрезвычайно высоких требованиях.

## Особенности проявления, проблемы, последствия
«Синдром отличника» подразумевает не только высокие личные стандарты индивидуума, но и оценку окружающих. Синдрому отличника свойственны перфекционизм, ситуативная тревожность, обязательная внешняя оценка.
По мнению Дональда Хамачека есть два типа перфекционизма: здоровый и невротический. При здоровом перфекционизме индивид является лидером, обладает высокой работоспособностью и самооценкой. Уровень его требования соответствует его личности. При невротическом перфекционизме человек панически боится сделать ошибку. Человек не уверен, сомневается в правильности своих действий. И постоянно нужна поддержка окружающих, и, прежде всего, одобрение со стороны его руководителей. Человеку с «синдромом отличника» свойственны организованность, неуверенность в собственных действиях, страх перед возможными ошибками, высокие требования к личным стандартам с обязательным соответствием им.
У человека с «синдромом отличника» ярко выраженное стремление добиваться высоких результатов в различных сферах деятельности, а не только в рамках основной своей профессии. Он не может дать реальную оценку своей работы. Для него значительно более важно получить одобрение, поддержку, советы, рекомендации окружающих и, особенно, начальства. Любую критику в свой адрес он принимает тяжело, но никогда не вступает в дискуссию с руководством, не пытается привести контраргументы в свою защиту. Такая ситуация часто приводит к депрессии. Желание быть идеалом во всех своих действиях имеет очень негативные последствия как в профессиональной карьере, так и в личной жизни. Ведь для «отличника» важнейшим компонентом всей его жизнедеятельности становится восхищение окружающих его успехами, достижениями, имиджем.
А сам «отличник» в это время находится в тяжёлом положении. Его терзают страхи за возможную ошибку, он абсолютно не уверен в своих возможностях, он занимается самоистязанием, он находится в состоянии постоянной депрессии и у него уже нет никакого желания и сил повышать свой профессиональный уровень. «Синдром отличника» постепенно формирует из человека очень хорошего исполнителя. Он всегда готов качественно и в срок выполнить задание, полученные от руководителя. Этот синдром не даёт человеку творческого развития, не позволяет приобрести организаторские навыки управления персоналом и распределить между ними обязанности, проявлять инициативу. Выполняя работу, никогда не выйдет за указанные рамки.
Люди, не имеющие «синдром отличника», не нуждаются в оценке своей деятельности окружающих, они сами в состоянии организовать работу коллектива и распределить обязанности между подчинёнными, проявлять инициативу и творческий подход в решении поставленной задачи.
Таким образом, важнейшие различия людей с «синдромом отличника» и без него — это организация работы в команде и творческая составляющая.

## Критика
В последние 20 лет[прояснить] перфекционизм подвергается интенсивным эмпирическим исследованиям зарубежной клинической психологии. Первая теоретическая статья на эту тему была написана американским психоаналитиком К. Хорни. В настоящее время большинство известных учёных-психоаналитиков согласны с тезисом об опасности стремления к идеалу. Это приводит к депрессии и к нарушению психики, снижает интеллектуальные и творческие способности.
Лидерами в разработке эмпирических исследований в области перфекционизма являются две группы исследователей: группы британских клинических психологов под руководством Фроста и группа канадских учёных во главе с Хьюиттом. Группа Фроста разработала многомерную шкалу перфекционизма — это шкала позволяет тестировать различные параметры перфекционизма: личные стандарты, озабоченность ошибками, сомнения в собственных действиях, родительские ожидания, родительская критика, организованность. Канадские учёные выдвинули альтернативные представления о структуре перфекционизма, включающие:
- «я» — адресованный перфекционизм;
- перфекционизм, адресованный другим людям;
- перфекционизм, адресованный к миру в целом[6];
- социально предписываемый перфекционизм «отражает потребность соответствовать стандартам и ожиданиям значимых других».

В совместной статье Хьюитт и Флитт, посвящённой перфекционизму, указывают две точки «перфекционизм мало изучался с точки зрения социальной. Мы полагаем, что перфекционизм имеет также интерперсональные аспекты, которые порождают существенные трудности адаптации».
Исследования британских и канадских учёных о структуре перфекционизма, а также их диагностики были подвергнуты острой критике. Учёные аналитики Шафран и Мансел выдвинули следующие контраргументы:
- оба инструмента основаны на самом чате, не включает методов, основанных на интервьюирование и эксперименте;
- некоторые подшкалы не измеряют актуальное состояние индивида;
- спорным является вопрос о соответствии многомерных моделей классического понимания перфекционизма.

Свою статью Шафран и Мансел завершают категорическим заявлением: "Очень нежелательно, чтобы конструкт перфекционизма определялся инструментами, его измеряющими. Следует чётко определить понятие перфекционизм и на этой основе разработать измеряющие инструменты.
Следовательно, вопрос о психологической структуре перфекционизма до настоящего времени является предметом острой дискуссии.